# Melissa Carlton
Melissa Paula Carlton (Pietermaritzburg, Sudáfrica, 8 de mayo de 1978) es una nadadora paralímpica australiana nacida en Sudáfrica. Carlton nació sin pierna derecha y dedos cortos en la mano izquierda, ganó medallas de oro, plata y bronce para Australia en los Juegos Paralímpicos de Atlanta 1996 y Sídney 2000.

## Biografía
Carlton nació en la ciudad sudafricana de Pietermaritzburg el 8 de mayo de 1978. Se mudó con su familia a Australia en 1986; primero se establecieron en la ciudad victoriana de Beechworth, donde Carlton compitió en pruebas de natación en escuelas locales. En 1990 se mudaron al suburbio de Glenorchy en Hobart (Tasmania). Luego, Carlton se unió al Club de Natación de la Ciudad de Glenorchy (ahora conocido como el Club Acuático Hobart), donde conoció a Chris Wedd, quien sería su entrenador durante toda su carrera paralímpica.

## Natación competitiva

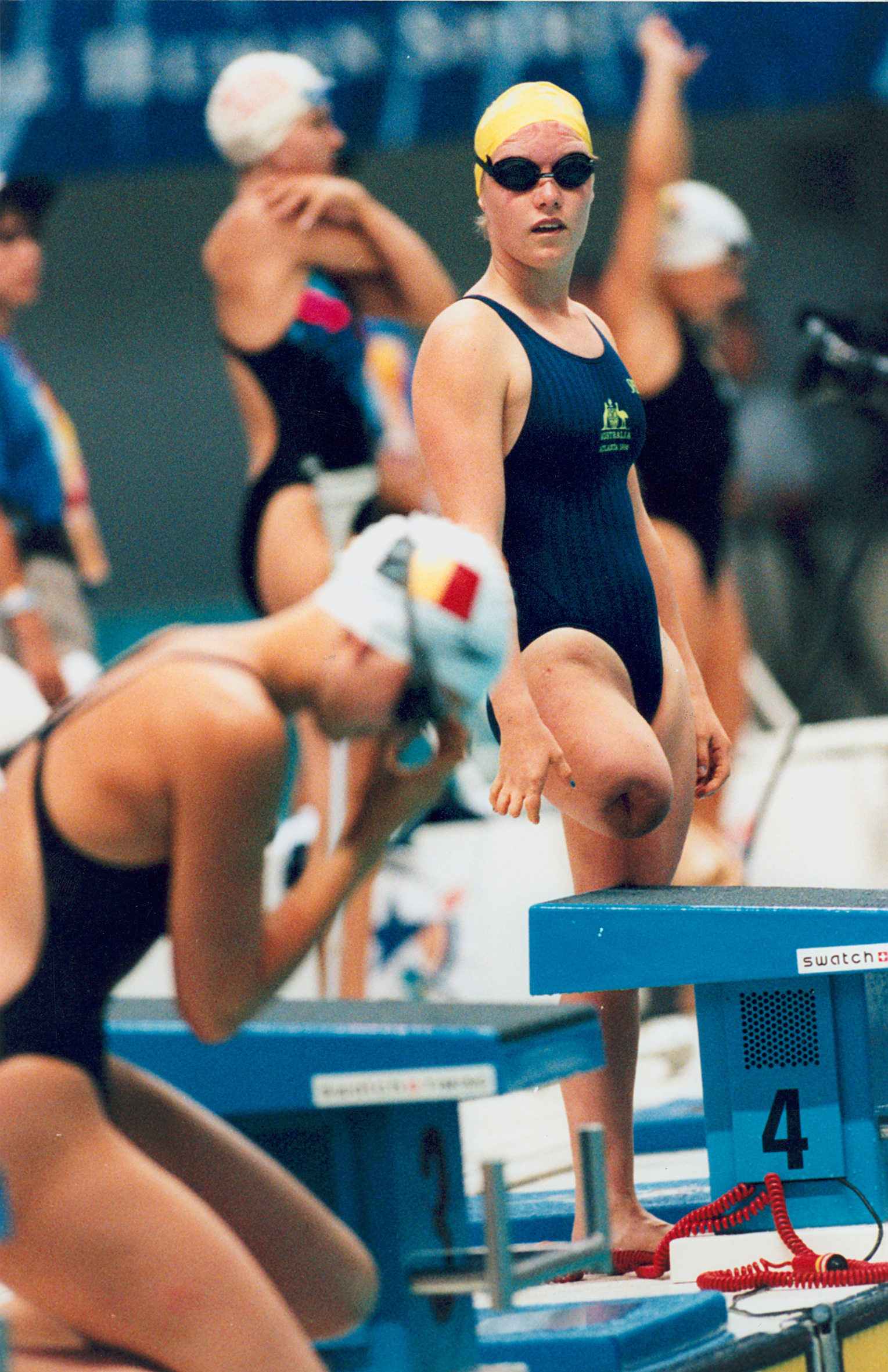
La nadadora australiana Melissa Carlton antes del comienzo de una carrera en los Juegos Paralímpicos de Atlanta de 1996

En 1991, Carlton ganó una medalla de oro en el 8 km en los campeonatos al aire libre de Tasmania para nadadores sin discapacidad. Ganó una medalla de oro en los Juegos de la Commonwealth de Victoria de 1994 en Canadá en el 100 m estilo libre S9. En 1994, obtuvo una beca del Instituto Australiano de Deporte en natación.
En los Juegos de Atlanta de 1996, ganó dos medallas de oro en las pruebas femeninas de 400 metros estilo libre en la categoría S9 y en 4x100  m estilo libre S7-10, por los cuales recibió una Medalla de la Orden de Australia, dos medallas de plata en las pruebas de 100 m mariposa S9 y 100 m estilo libre S9, y una medalla de bronce en el evento femenino de 100 m espalda S9. En los Juegos de Sídney 2000, ganó dos medallas de plata en las pruebas femeninas de 400 m estilo libre S9 y 100 m estilo libre S9 y dos medallas de bronce en el 4x100 m estilo libre 34 pts y 4x100 m Medley 34 pts. 

## Administración
Carlton ha estado involucrada con la administración deportiva, ocupando varios puestos en Tasmania, incluyendo Coordinador de Programas y Mercadeo para el Centro Acuático Hobart y Oficial Ejecutivo del Comité Paralímpico de Tasmania. Ha sido Gerente de Launceston Aquatic desde 2008. 

## Reconocimientos
En 1996, Carlton fue nombrada la atleta femenina del año por el Instituto de Deportes de Tasmania, la Deportista del Año de Tasmania y la Joven Ciudadana del Año del Consejo de la Ciudad de Hobart. En 2000, recibió una medalla deportiva australiana. En 2001, recibió el premio Atleta del Año de Tasmania con una discapacidad. Forma parte del Salón de la Fama del Deporte de Tasmania desde 2005. En 2009, The Examiner la destacó como una de las 50 personas de influencia de Tasmania.